# Tinagma minutissima
Tinagma minutissima — вид лускокрилих комах родини дугласіїд (Douglasiidae).

## Поширення
Вид поширений в Туреччині, Україні (Крим) та Росії (Волгоградська область).